# 65 536 (число)
65 536 (шестьдесят пять тысяч пятьсот тридцать шесть) — натуральное число, расположенное между числами 65 535 и 65 537. Оно не является простым числом, а относительно последовательности простых чисел расположено между 65535 и 65537.

## В математике
- Степень двойки: {\displaystyle 2^{16}=65536}.
- Квадрат числа 256.
- {\displaystyle {}^{4}2=2^{2^{2^{2}}}=65\,536}.
- Наименьшее число, имеющее ровно 17 делителей[2].
- 65 536 является суперсовершенным числом — числом n, таким, что σ(σ(n))=2n[3].
- 65 536 — единственная степень двойки, меньшая чем 231 000, которая не содержит цифр 1, 2, 4 или 8 в своём десятичном представлении[4].
- Наименьшее пятизначное число в шестнадцатеричной системе счисления.

## В информатике
- 65 536 — число значений, которые могут быть представлены 16-битным целым числом, в частности — глубина цвета в 16 разрядном представлении цветов High color[англ.].
- 65 536 — максимальное количество портов персонального компьютера для доступа из/в интернет
- 65 536 — максимальное количество строк в Excel 2016.

← 215 216 217 →